# 國本未華
國本 未華（くにもと みか、1987年7月23日 - ）は、東京都出身でウェザーマップ所属の気象予報士。血液型はB型。

## 来歴・人物

### 略歴
北海道室蘭市生まれ、東京都出身。名前の由来は「未来に華ひらいてほしい。」という想いから。淑徳小学校を経て、2006年3月に女子学院中学校・高等学校を卒業。中学、高校ではオーケストラ部でヴァイオリンを弾いていた。2006年4月、早稲田大学人間科学部に入学。テニスサークルに所属。2007年、早稲田祭にてミス・キャンパスにあたる『早稲田コレクション』にて代表に選ばれる。
小学生のころからお天気キャスターに憧れ、早稲田大学在学中に気象予報士になるための勉強を始めた。2009年4月に気象予報士登録。健康気象アドバイザーの資格も取得した。同年7月からスカパーのお天気専門チャンネル『午後の天気ゴコロ』のキャスターをはじめる。2010年3月同大学卒業。
2013年10月に「NEWS23」の気象キャスターに就任。メインキャスターの膳場貴子とは女子学院の先輩後輩の関係にあたる。
2016年3月に「NEWS23」を降板し、CSの日テレNEWS24へ移籍。2016年防災士に合格。
2018年4月から「NHKニュース7」の土日祝日の気象キャスターに就任し、2020年3月末まで担当する。
2020年4月から、TBSテレビ「JNNニュース」（金：AM11:30～ / 土：AM11:45～）の気象情報を担当。
2020年9月24日から、TBSテレビ「Nスタ」の気象キャスターに就任。

### 趣味・趣向
趣味は、ヴァイオリン・パズル・ホットヨガ・北海道旅行、手芸、縄とび。
オーケストラで演奏した曲では、ブラームスの交響曲第2番が一番思い入れが強い曲。友人の結婚式でアラジンの「ホールニューワールド」や木村カエラの「Butterfly」を演奏している。食べ物では、いも、くり系が大好物。
クリオネのことが大好きで、2014年3月18日から飼育している。

## 現在の出演番組
- JNNニュース（TBSテレビ：2020年4月 - 、金：AM11:30 -  / 土：AM11:45 - ）
- Nスタ（TBSテレビ：2020年9月24日 - 、木・金曜日担当 → 水 - 金曜日担当 → 水・木曜日担当[15]）
- news23（TBSテレビ、気象解説で不定期出演）

## 過去の出演番組
- e-天気.net（2009年7月 - 『午後の天気ゴコロ』「That's!天気予報」（2009年10月 - 2011年6月まで）
- SBSイブニングeye（静岡放送：2010年 代役で出演）
- TXNニュース（テレビ東京：2010年10月 - 2013年6月末まで）
- yahoo!天気（2011年2月 - ：花粉解説、2014年8月 - 2016年12月末まで：動画配信）
- ニュースモーニングサテライト（テレビ東京：2013年4月 - 2013年9月）
- NEWS23（TBS：2013年9月30日 - 2016年3月25日）
- Nスタ（TBS：2014年1月4日[16]）
- 日テレNEWS24（2016年4月 - 2018年3月）
  - 『Wake-Up News』（木・金担当）
  - 『Market News』（木・金担当。祝日は『Morning News』）
  - 『Morning News』（木・金担当）
  - 『the SOCIAL』（木・金担当）
    - このほか『Wake-Up News』出演曜日において、『Oha!4 NEWS LIVE』（日本テレビ系列地上波にもネットされている。）で気象予報士の榊菜美不在時の代理担当を行う。

  - 『Daily Planet』（日・月（未明・夜共）担当）
- NHKニュース7（土・日・祝日担当）（NHK総合：2018年4月7日 - 2020年3月29日）
- ニュース シブ5時（NHK総合）（福岡良子の代理・2019年5月29日 - 31日）
- ニュースウオッチ9（NHK総合）（斉田季実治の代理・2019年7月29日 - 8月2日）

## 雑誌・新聞
- 週刊SPA!「週刊SPA!」（2012年4月24日号）
- 天気の名前 ビジュアル気象歳時記 森田正光 – 世界文化社 (2013/6/20)
- 月刊ゴルフダイジェスト（2014年2月号）
- 週刊ポスト（2014年6月16日発売）[17]
- 『ケトル』太田出版（2015年6月15日発売）[18][19]
- 東京新聞、中日新聞（2015年8月8日夕刊）
- 月刊誌キンダーブック3（2017年4月）